# Лидийци
Лидийците ((на старогръцки: Λυδοί)), или меони, са индоевропейски народ, живял на територията, наречена на тях Лидия, в западната половина на Мала Азия.
Лидийският език е родствен с индоевропейския лувийски език и съдържа също елементи от прединдоевропейски анатолийски език. Лидийците имат своя азбука, подобна на гръцката азбука. Лидите откриват първи монетите като пари през последната трета на 7 век пр.н.е.
Възходът на лидийците започва с разгрома на фригийското царство през 7 век пр.н.е. Тяхната столица е град Сарди (днес Salihli), основан вероятно от цар Гиг (Gyges, 716 – 678 пр.н.е.) през 687 пр.н.е. Последният цар на лидите e Крез (Kroisos; р. 591/590 пр.н.е., п. 541 пр.н.е.)
Страната е равностойна сила като Мидия, Вавилон и Египет. През 546 пр.н.е. е завладяна от персийския владетел Кир II Велики.